# Nummius Æmilianus Dexter
Nummius Æmilianus Dexter est un magistrat romain de la fin du IVe siècle, de religion chrétienne, fils de l'évêque Pacien de Barcelone, ami de saint Jérôme.

## Éléments biographiques
Jérôme ne le désigne que par son cognomen, Dexter. C'est l'ami qui lui a demandé de faire pour les écrivains chrétiens ce que Suétone avait fait pour les écrivains païens, un De viris illustribus. Dans un passage de l'Apologie contre Rufin, il précise que ce Dexter a été préfet du prétoire, permettant ainsi aux historiens de l'identifier par les documents administratifs romains et l'épigraphie. Dans le De viris illustribus lui-même, Jérôme consacre un bref article au dédicataire, où l'on apprend qu'il est le fils de Pacien de Barcelone et l'auteur d'un ouvrage intitulé Omnimoda historia (Histoire variée), dédié à Jérôme lui-même, mais que celui-ci n'a pas encore lu.
Ce personnage, qui était donc d'origine espagnole comme l'empereur Théodose, fut proconsul d'Asie entre 379 et 387 : il dressa alors à Éphèse une statue en l'honneur de Théodose l'Ancien, père de l'empereur. Après sa sortie de charge, ses anciens administrés lui élevèrent une statue à Barcelone, sa ville d'origine. En 387, il fut nommé comes rerum privatarum d'Orient. Après la mort de Théodose (17 janvier 395), il est attesté comme préfet du prétoire d'Italie, sous Honorius, du 18 mars au 1er novembre 395.

## Mystification
À la fin du XVIe siècle, le jésuite espagnol Jerónimo Román de la Higuera (Tolède, 1538 - Tolède, 14 septembre 1611) prétendit s'être procuré plusieurs chroniques antiques et médiévales inédites qui n'étaient en fait que des fabrications de sa part. Parmi celles-ci, le Chronicon omnimodæ historiæ de « Flavius Lucius Dexter », allant de l'an 752 à l'an 1183 de Rome (c'est-à-dire de l'an -1 à l'an 430), précédé d'une épître dédicatoire à Paul Orose, monument de falsification impudente : il prétendait qu'un manuscrit en avait été trouvé à l'abbaye de Fulda et lui avait été adressé par un confrère. Le texte se présente comme une chronique des premiers siècles du christianisme, année par année, centrée sur l'Espagne, avec toutes les légendes traditionnelles ainsi accréditées.
Une première édition du texte eut lieu à Saragosse en 1619, après la mort du faussaire. En 1624, comme de gros doutes s'exprimaient déjà dans le monde savant, Thomas Tamajo Vargas, historiographe du roi d'Espagne, publia un ouvrage intitulé Flavio Lucio Dextro, Caballero Espannol de Barcelona, prefecto pretorio de Oriente, governador de Toledo por los annos del Sennor de CCCC, defendido por don Thomas Tamajo de Vargas (Madrid, 1624). En 1627 parut à Lyon, chez Claude Landry, une édition de « Flavius Lucius Dexter » et de son « continuateur » Maxime de Saragosse abondamment commentée par le moine cistercien espagnol Francisco Bivar : « monument d'érudition mal employée ». Le commentateur dut d'ailleurs aussi défendre ses auteurs contre les attaques des sceptiques. Il y eut une autre édition du texte à Madrid en 1640. 
En Espagne même, les supercheries de Román de la Higuera furent très tôt dénoncées, notamment par Nicolás Antonio dans un texte intitulé Censura de historias fabulosas, qui ne put paraître qu'en 1742 à cause de l'Inquisition. En France, Rémy Ceillier écrit dans son Histoire générale des auteurs sacrés et ecclésiastiques que cette chronique « est généralement méprisée et considérée comme une pièce supposée » et qu'il serait même « inutile et ennuyeux » de se donner la peine de le démontrer. C'est pourquoi il est curieux qu'elle ait parfois été reprise jusqu'au XIXe siècle : elle figure en partie dans la Patrologie Latine de Jacques Paul Migne (vol. 31, col. 9-636, avec les commentaires et le plaidoyer de Francisco Bivar pour son authenticité, qui constituent d'ailleurs le gros du texte).